# Hästasjön, Halland
Hästasjön är en sjö i Kungsbacka kommun i Halland och ingår i Kungsbackaåns huvudavrinningsområde. Sjön är 8 meter djup, har en yta på 0,0953 kvadratkilometer och är belägen 86,3 meter över havet.

## Delavrinningsområde
Hästasjön ingår i det delavrinningsområde (638890-128670) som SMHI kallar för Ovan Getabäcken. Medelhöjden är 114 meter över havet och ytan är 13,25 kvadratkilometer. Det finns inga avrinningsområden uppströms utan avrinningsområdet är högsta punkten. Lillån som avvattnar avrinningsområdet har biflödesordning 2, vilket innebär att vattnet flödar genom totalt 2 vattendrag innan det når havet efter 18 kilometer. Avrinningsområdet består mestadels av skog (88 procent). Avrinningsområdet har 0,3 kvadratkilometer vattenytor vilket ger det en sjöprocent på 2,3 procent.